# Jütland-Division

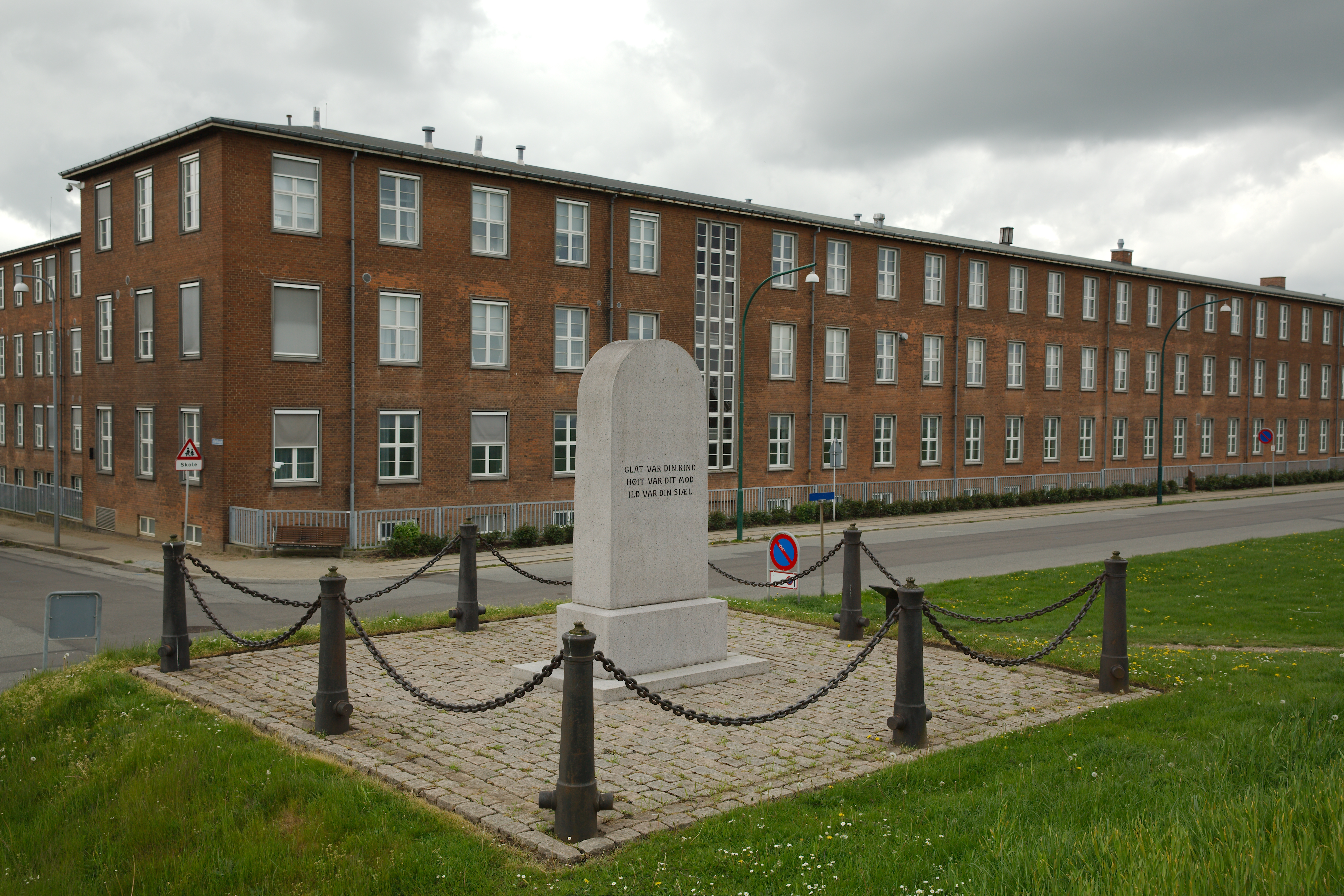
Bülows-Kaserne in Fredericia

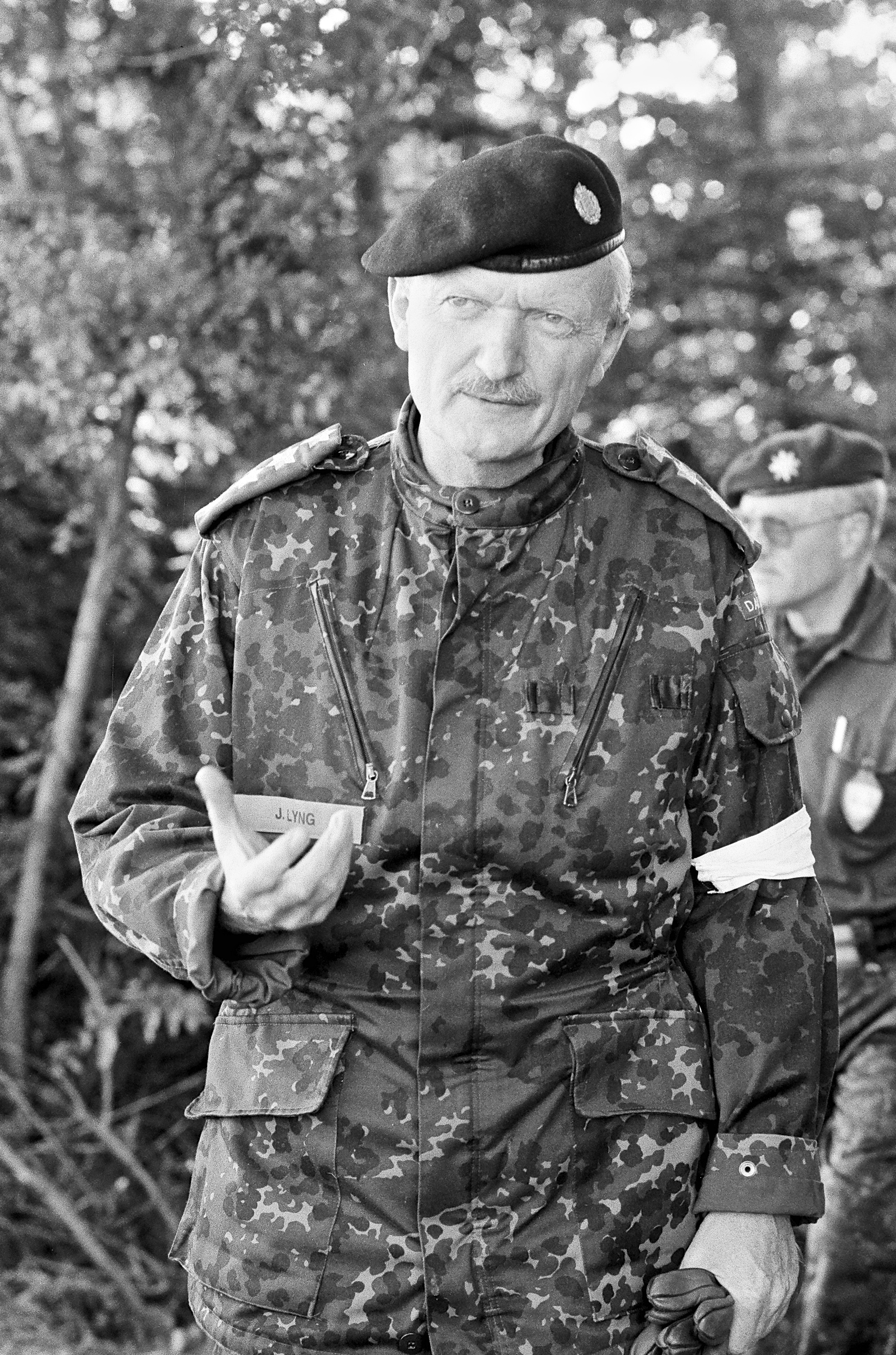
General Jørgen Lyng, * 7. März 1934 in Aalborg.1989 Forsvarschef

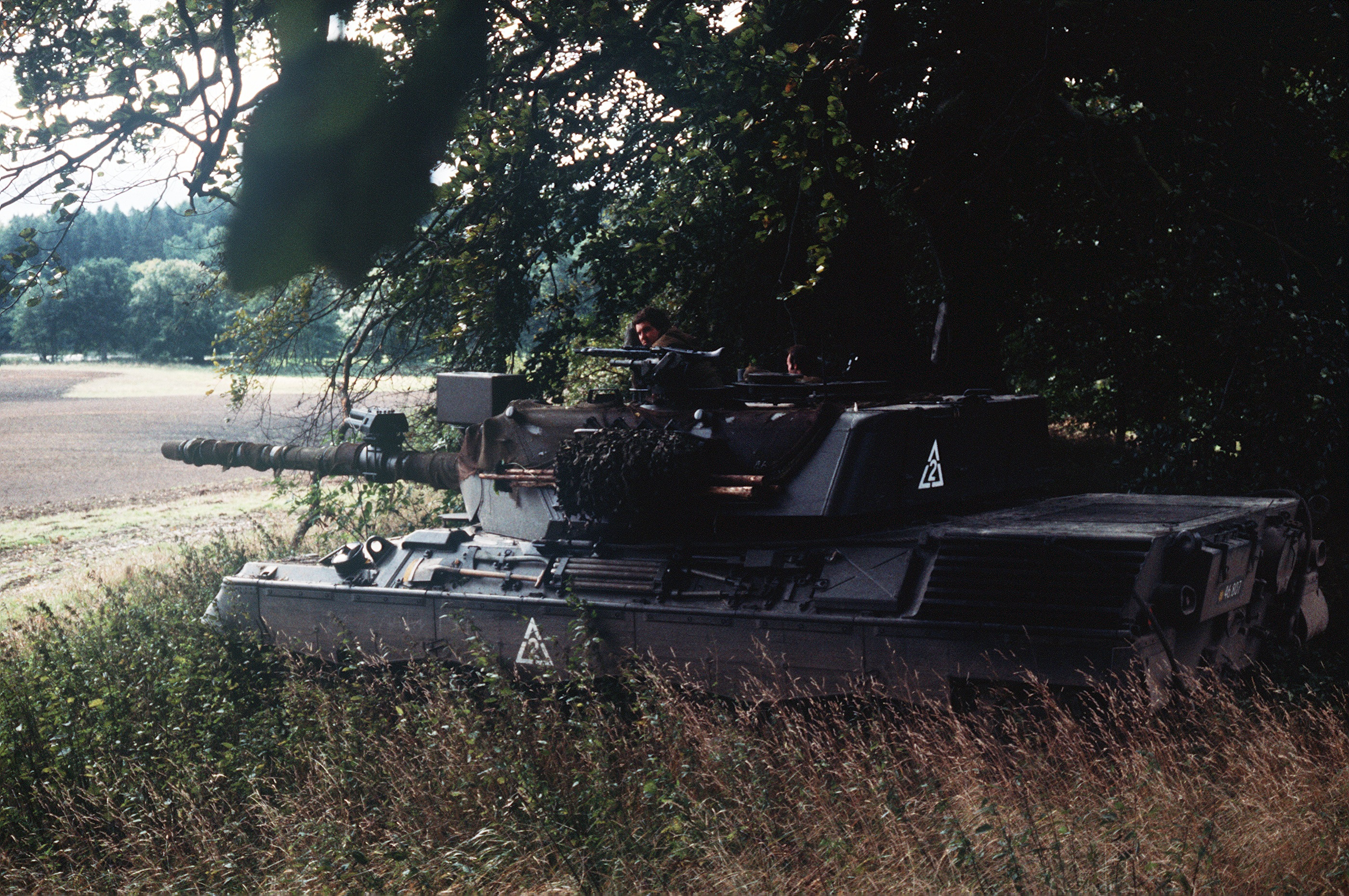
Dänischer Leopard-1-Kampfpanzer aus dem Jahr 1984

Die Jütland-Division (JutDiv, dänisch Jyske Division) gehörte zu den dänischen Streitkräften und war in der Zeit von 1952 bis 1996 aktiv. Sie war ein mechanisierter Infanterieverband und dem Kommandobereich AFNORTH zugeordnet. Sie hatte den Auftrag, im deutsch-dänischen Korps LANDJUT, zusammen mit der 6. Panzergrenadierdivision in Schleswig-Holstein, bzw. Jütland gegen eine sowjetische Aggression zu verteidigen.

## Geschichte
Die Jütland-Division gehörte zu den NATO-Verbänden während des Kalten Krieges und entstand in den Jahren 1951 bis 1952 aus der 3. Division in der III. Militärregion. Das Hauptquartier befand sich in Aabenraa. Am Anfang bestand sie lediglich aus einer aktiven Brigade, der 1. Brigade, und zwei Reservebrigaden (2. und 3. Brigade). 1961 wurde der Name in Jütland-Division abgeändert und 1975 wurde das Hauptquartier in die Bülows-Kaserne nach Fredericia verlegt. In dieser Zeit erhielten die 2. und 3. Brigade auch ihre komplette Ausstattung an Personal und Material. Ab 1979 setzte sich jede Brigade aus zwei mechanisierten Infanterie-Bataillonen, einem Panzerbataillon, einem Panzerartilleriebataillon und einer gepanzerten Aufklärungskompanie zusammen. In Friedenszeiten war die Division einem dänischen Kommando unterstellt. In einer Spannungsphase hätte die Jütland-Division erst nach drei Wochen der Mobilisierung ihre volle Stärke erreicht. Die Gesamtstärke der königlich-dänischen Armee hätte bei voller Mobilisierung 72.000 Mann erreicht, zusammen mit der MobReserve der Heimatwehr eine Truppenstärke von 129.500. Die dänischen Verbände, die LANDJUT unterstanden, galten als die größten und bestausgerüsteten der Dänischen Streitkräfte, hatten jedoch dafür zu Friedenszeiten nur 25 % ihrer Sollstärke – m Gegensatz zur westdeutschen 6. Panzergrenadierdivision, die eine Stärke von 80 % aufrechterhielt. Bei einer Bodenoffensive des Warschauer Paktes und der Absicht, gewaltsam einen Zugang von Ost- zu Nordsee zu erzwingen, sollte die Jütland-Division aus ihrem ursprünglichen Unterstellungsverhältnis herausgelöst und im Rahmen von LANDJUT, die kimbrische Halbinsel, welche in dieser Zeit eine sehr starke NATO-Präsenz besaß, verteidigen. Diese Verteidigung beinhaltete die Abwehr möglicher amphibischer Landungen an der Ostseeküste (7. polnische Seelandungsdivision), als auch von Luftlandungen (6. polnische Luftlandebrigade, ergänzt durch sowjetische SpezNas-Kommandos) in Schlüsselräumen. Diese Szenarien wurden in der NATO-Manöverserie Bold Guard mehrfach unter gefechtsnahen Bedingungen geübt. Mit dem Ende des Kalten Krieges wurde 1997 die Jütland-Division in die Dänische Division transformiert.

## Gliederung und Bewaffnung Jütland-Division, Fredericia
- 3. Stabs-Fernmeldebataillon
- V/JDR Panzeraufklärungsbataillon
- VI/JDR Panzerabwehrbataillon
- IV/FLR Jägerbataillon (DA)
- Hjemmeværnets Særlig Støtte og Rekognosceringskompagni Fernspähkompanie

- 1. Jyske Brigade (mech. Infanterie), Fredericia
  - 1. Jyske Brigade, Stabskompanie (5 × M113, 8 × TOW auf Land Rover)
  - 1. Bataillon, Jydske Dragonregiment (Panserbataljon, 20 × Leopard 1A3, 21 × M113 (inkl. 4 mit TOW), 4 × Panzermörser M125, 2 × TOW auf Land Rover)
  - 2. Bataillon, Prinsens Livregiment (10 × Leopard 1A3, 32 × M113 (inkl. 4 mit TOW), 4 × M125, 4 × TOW auf Land Rover)
  - 1. Bataillon, Fynske Livregiment (10 × Leopard 1A3, 32 × M113 (inkl. 4 mit TOW), 4 × M125, 4 × TOW auf Land Rover)
  - 2. Bataillon, Kongens Jyske Fodregiment (Infanterie)
  - 6. Artillerie-Bataillon, Nørrejyske Artillerieregiment (12 × Panzerhaubitzen M109 A3, 8 × 155-mm-Haubitzen M114/39, 15 × M113 MTW)
  - 1. Panzerpionierkompanie (6 × M113)
  - 1. Nachschubbataillon
  - 1. Militärpolizei-Abteilung

- 2. Jyske Brigade (mech. Infanterie), Skive
  - 2. Jyske Brigade, Stabskompanie (5 × M113, 8 × TOW auf Land Rover)
  - 2. Bataillon, Jydske Dragonregiment (Panserbataljon, 20 × Leopard 1 A3, 21 × M113 (inkl. 4 mit TOW), 4 × Panzermörser M125, 2 × TOW auf Land Rover)
  - 1. Bataillon, Dronningens Livregiment (20 × Leopard 1 A3, 21 × M113 (inkl. 4 mit TOW), 4 × Panzermörser M125, 2 × TOW auf Land Rover)
  - 2. Bataillon, Dronningens Livregiment (10 × Leopard 1 A3, 21 × M113 (inkl. 4 mit TOW), 4 × Panzermörser M125, 2 × TOW auf Land Rover)
  - 3. Bataillon, Dronningens Livregiment (Infanterie)
  - 3. Artillerie-Bataillon, Nørrejyske Artilleriregiment (12 × Panzerhaubitzen M109 A3, 8 × 155-mm-Haubitzen M114/39)
  - 2. Panzerpionierkompanie (6 × M113)
  - 3. Nachschubbataillon
  - 2. Militärpolizei-Abteilung

- 3. Jyske Brigade (mech. Infanterie), Haderslev
  - 3. Jyske Brigade, Stabskompanie (5 × M113, 8 × TOW auf Land Rover)
  - 3. Bataillon, Jydske Dragonregiment (Panserbataljon, 20 × Leopard 1A3, 21 × M113 (inkl. 4 with TOW), 2 × M125)
  - 1. Bataillon, Prinsens Livregiment (10 × Leopard 1A3, 32 × M113 (inkl. 4 with TOW), 4 × M125, 4 × TOW auf Land Rover)
  - 1. Bataillon, Kongens Jyske Fodregiment (10 × Leopard 1A3, 32 × M113 (inkl. 4 with TOW), 4 × M125, 4 × TOW on Land Rover)
  - 3. Bataillon, Prinsens Livregiment (Infanterie)
  - 7. Artillerie-Bataillon, Sønderjyske Artilleriregiment (12 × Panzerhaubitzen M109 A3, 8 × 155-mm-Haubitzen M114/39)
  - 3. Panzerpionierkompanie (6 × M113)
  - 7. Nachschubbataillon
  - 3. Militärpolizei-Abteilung

- Jyske Kampgruppe (1983 als mobile BALTAP-Reserve aufgestellt)[8] / Jutland Battle Group mit drei Infanterie-Bataillonen
- Divisionsartillerie

## Verweise